# Sachang-dong
Sachang-dong (koreanska: 사창동) är en stadsdel i stadsdistriktet Seowon-gu i staden Cheongju i Sydkorea. Den ligger i provinsen Norra Chungcheong, i den centrala delen av landet, 110 km söder om huvudstaden Seoul.